# Le Martinet
Le Martinet là một xã trong tỉnh Gard thuộc vùng Occitanie, phía nam nước Pháp. Xã Le Martinet nằm ở khu vực có độ cao trung bình 152 mét trên mực nước biển.